# Emil Lux
Emil Lux (* 18. Dezember 1918 in Remscheid; † 18. Dezember 2005) war ein deutscher Unternehmer. Er war 1970 Mitgründer der Baumarktkette OBI.

## Leben
Emil Lux besuchte das Gymnasium bis zur Mittleren Reife und anschließend die Handelsschule. Anschließend begann er eine Lehre in einem Eisenwarengeschäft. Nach drei Jahren begann er ein Englischstudium am Dolmetscherinstitut der Universität Leipzig.
Nach nationalsozialistischem Sprachgebrauch galt Emil Lux als „Halbjude“, dennoch wurde er 1939 während des Zweiten Weltkriegs zum Militärdienst eingezogen und 1941 zum Unteroffizier befördert. Er wurde in Jugoslawien und in der Sowjetunion eingesetzt. Bei Kampfhandlungen verlor er 1942 einen Arm und schied aus dem aktiven Militärdienst aus. Er wurde mit dem Eisernen Kreuz und dem Verwundetenabzeichen ausgezeichnet. Lux holte das Abitur nach und studierte Volkswirtschaft und Süd-Ost-Europa-Wissenschaft an der Hochschule für Welthandel Wien. Im Jahr 1944 bestand er das Examen und studierte mehrere Sprachen mit Abschluss. Er wurde 1945 an der Universität Marburg in Wirtschaftswissenschaften mit der Arbeit Bulgarien als Markt für Produktionsgüter: Eine strukturelle Absatzmarkterkundung mit besonderer Berücksichtigung des Exportes deutscher Werkzeuge promoviert. Am 28. April 1945 heiratete er Marianne Hoolmanns.
Er stieg in das von seinem Vater gegründete Werkzeugunternehmen Emil Lux GmbH & Co. KG ein. Nach einem USA-Aufenthalt 1954 brachte er die Idee eines Heimwerker-Marktes mit. Zusammen mit Manfred Maus und Klaus Birker gründete Lux 1970 die OBI Bau- und Heimwerkermärkte, inzwischen eines der größten Baumarktunternehmen Deutschlands.
1974 war er Gründer der „Grid International Deutschland“, eines Tochterunternehmens eines US-amerikanischen Unternehmens, das sich auf professionelles Training und Organisationsentwicklung spezialisiert hat. Lux war Anhänger von Wissensvermittlung und Weiterbildung.
Mit der Marianne und Emil Lux-Stiftung war er besonders in sozialen Engagements tätig. In Wermelskirchen wurde nach ihm eine Straße benannt.